# Strijkkwartet nr. 3 (Bridge)
Frank Bridge voltooide zijn Strijkkwartet nr. 3 in 1926. Bridge ontving het verzoek om dit werk te schrijven van zijn geldschieter Elizabeth Sprague Coolidge aan wie hij het ook opdroeg. Toen Bridge het werk voltooid had schreef hij naar Sprague Coolidge dat dit het beste werk was dat hij tot dan toe geschreven had. Toch was het niet direct een succes; het beoogde Flonzaley Quartet wilde het niet spelen. Uiteindelijk wist Sprague Coolidge het te laten uitvoeren in Wenen. Rudolph Kolisch’s Strijkkwartet viel de eer te beurt. Er zat wel wat logisch verband in. Bridges stijl van componeren sloot in die jaren steeds verder aan bij de stromingen binnen de klassieke muziek van de 20e eeuw dan daarvoor en Kolisch had net stukken gespeeld van Alban Berg (zijn Lyrische stukken). De handtekening van Bridge was ook weer aanwezig; een meest vlot startend eerste deel werd voorafgegaan door een langzame inleiding. Ook de wisselende bitonaliteit tussen C en Fis
1. Andante moderato – Allegro moderato
2. Andante con moto
3. Allegro energico

## Discografie
- Uitgave Naxos: Maggini Quartet
- Uitgave Lyrita: Allegri Quartet
- Uitgave Meridian: Bridge Quartet
- Uitgave Redcliffe Recordings: Bochman String Quartet
- Uitgave Virgin Classics: Endelion String Quartet